# Pontypridd

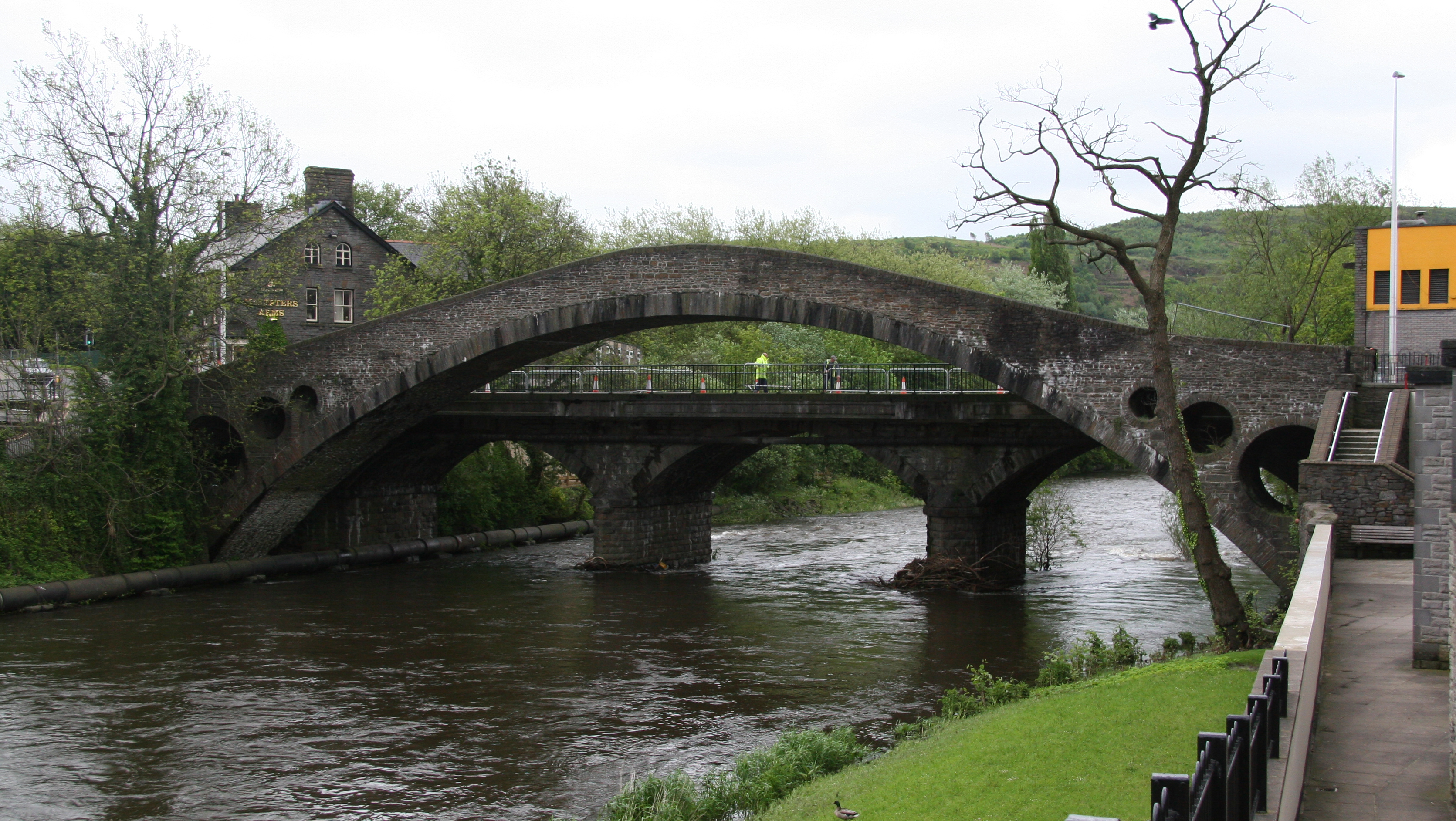
"Oude Brug" in Pontypridd uit 1755.

Pontypridd is een Britse stad in Wales op circa 25 km ten noorden van Cardiff en heeft ongeveer 33.000 inwoners. Bestuurlijk maakt het deel uit van de county borough Rhondda Cynon Taf. In de wijk Trefforest werd de bekende zanger Tom Jones geboren.
De naam Pontypridd komt uit het Welshe Pont-y-tŷ-pridd en betekent brug bij het aarden huis. Bekend is de in 1755 gebouwde stenen brug. Vroeger was de stad een centrum van de Britse staalindustrie. Pontypridd is de zetel van de "University of Glamorgan", die in 1992 ontstond uit de Polytechnic of Wales.

## Geboren in Pontypridd
- Elynor Bäckstedt (2001), wielrenster
- Zoe Bäckstedt (2004), wielrenster
- Phil Campbell (1961), gitarist
- Jamie Donaldson (1975), golfprofessional
- Lee Gaze (1975), gitarist bij Lostprophets
- Tom Jones (1940), zanger
- Mike Lewis (1977), gitarist bij Lostprophets
- Elaine Morgan (1920-2013), schrijfster
- Merlyn Rees (1920–2006), politicus
- Chris Slade (1946), drummer
- Steve Cooper (1979), voetbaltrainer